# Nazionale maschile di pallacanestro dello Zambia
La nazionale di pallacanestro dello Zambia è la rappresentativa cestistica dello Zambia ed è posta sotto l'egida della Federazione cestistica dello Zambia.
Ha preso parte al Campionato africano 1989, giungendo decima.

## Piazzamenti

### Campionati africani
- 1989 - 10°

## Formazioni

### Campionati africani
Campionato africano maschile di pallacanestro 19894 Zimba, 5 Chawelwa, 6 Simwanza, 7 Mhango, 8 Pelete, 9 Phiri, 10 Kamwendo, 11 Singogo, 12 Chileshe, 13 Sichone, 14 Wonani, 15 Kachimba,        All. -